# Deiregyne tamayoi
Deiregyne tamayoi är en orkidéart som beskrevs av Dariusz Lucjan Szlachetko. Deiregyne tamayoi ingår i släktet Deiregyne, och familjen orkidéer. Inga underarter finns listade i Catalogue of Life.